# Lillestrøm Sportsklubb 2009
Questa voce raccoglie le informazioni riguardanti il Lillestrøm Sportsklubb nelle competizioni ufficiali della stagione 2009.

## Rosa
| N. |                           | Ruolo | Calciatore                 |
| -- | ------------------------- | ----- | -------------------------- |
| 1  | Finlandia (bandiera)      | P     | Otto Fredrikson            |
| 2  | Norvegia (bandiera)       | D     | Steinar Pedersen           |
| 3  | Norvegia (bandiera)       | D     | Lars-Kristian Eriksen      |
| 5  | Giamaica (bandiera)       | D     | Adrian Reid                |
| 4  | Norvegia (bandiera)       | D     | Håvard Nordtveit           |
| 5  | Norvegia (bandiera)       | C     | John Anders Bjørkøy        |
| 6  | Costa d'Avorio (bandiera) | C     | Alhassane Dosso            |
| 7  | Norvegia (bandiera)       | C     | Espen Søgård               |
| 8  | Islanda (bandiera)        | A     | Björn Bergmann Sigurðarson |
| 9  | Norvegia (bandiera)       | D     | Vidar Riseth               |
| 10 | Norvegia (bandiera)       | C     | Bjørn Helge Riise          |
| 11 | Norvegia (bandiera)       | A     | Magnus Myklebust           |
| 12 | Islanda (bandiera)        | P     | Stefán Logi Magnússon      |
| 12 | Norvegia (bandiera)       | P     | Lars Sutterud              |
| 13 | Norvegia (bandiera)       | D     | Frode Kippe                |

| N. |                       | Ruolo | Calciatore           |
| -- | --------------------- | ----- | -------------------- |
| 14 | Nigeria (bandiera)    | A     | Edwin Eziyodawe      |
| 15 | Norvegia (bandiera)   | D     | Marius Johnsen       |
| 16 | Nigeria (bandiera)    | C     | Nosa Igiebor         |
| 17 | Slovacchia (bandiera) | C     | Martin Husár         |
| 18 | Norvegia (bandiera)   | A     | Arild Sundgot        |
| 19 | Norvegia (bandiera)   | A     | Fredrik Gulbrandsen  |
| 20 | Norvegia (bandiera)   | D     | Stian Ringstad       |
| 21 | Tunisia (bandiera)    | D     | Karim Essediri       |
| 22 | Norvegia (bandiera)   | D     | Kristoffer Tokstad   |
| 23 | Norvegia (bandiera)   | D     | Pål Steffen Andresen |
| 25 | Tunisia (bandiera)    | C     | Khaled Mouelhi       |
| 26 | Norvegia (bandiera)   | C     | Mathis Bolly         |
| 28 | Norvegia (bandiera)   | D     | Ruben Gabrielsen     |
| 29 | Norvegia (bandiera)   | P     | André Hansen         |
| 30 | Canada (bandiera)     | A     | Olivier Occéan       |

## Risultati

### Campionato

#### Girone di andata
| Arbitro: | Berntsen (Vang) |

|              |           |             |
| Pálmason 65’ | Marcatori | 53’ Sundgot |

| Arbitro: | Hauge (Bergen) |

|            |           |              |
| Occean 54’ | Marcatori | 65’ Skogseid |

| Arbitro: | Sælen (Bergen) |

|                         |           |           |
| Aarøy 8’, 58’ Skiri 36’ | Marcatori | 52’ Riise |

| Arbitro: | Skjerven (Kaupanger) |

|           |           |                                       |
| Kippe 90’ | Marcatori | 23’ (aut.) Occean 80’ Mos. Abdellaoue |

| Arbitro: | Helgerud (Lier) |

|            |           |               |
| Strand 61’ | Marcatori | 87’ Eziyodawe |

| Arbitro: | Øvrebø (Oslo) |

|           |           |                      |
| Riise 55’ | Marcatori | 81’ Prica 89’ Sapara |

| Arbitro: | Olsen (Kristiansand) |

|                                    |           |           |
| Nielsen 45’ Huseklepp 51’ Moen 72’ | Marcatori | 64’ Riise |

| Arbitro: | Skjerven (Kaupanger) |

|                                          |           |  |
| Hansen 6’ (aut.) Hulsker 36’ Khalili 89’ | Marcatori |  |

| Arbitro: | Sandmoen |

|             |           |             |
| Sundgot 65’ | Marcatori | 86’ Bentley |

| Arbitro: | Moen (Haugesund) |

|               |           |                         |
| Nordkvelle 4’ | Marcatori | 16’ Igiebor 22’ Sundgot |

| Arbitro: | Staberg |

|                 |           |            |
| Sundgot 5’, 29’ | Marcatori | 40’ Mjelde |

| Arbitro: | Berntsen (Vang) |

|            |           |             |
| 75’ Pratto | Marcatori | Johnsen 39’ |

| Arbitro: | Øvrebø (Oslo) |

|                                        |           |                        |
| Søgård 9’ Eziyodawe 24’, 68’ Kippe 42’ | Marcatori | 13’ Borges 31’ Éverton |

| Arbitro: | Staberg |

|               |           |           |
| Stensland 41’ | Marcatori | 20’ Riise |

| Arbitro: | Moen (Haugesund) |

|  |           |            |
|  | Marcatori | 90’ Ertsås |

#### Girone di ritorno
| Arbitro: | Skjerven (Kaupanger) |

|                                            |           |                            |
| Sundgot 27’ (rig.) Riise 56’ Myklebust 61’ | Marcatori | 60’ Stokkelien 82’ Hulsker |

| Arbitro: | Hauge (Bergen) |

|                                                |           |                       |
| Bjarnason 12’, 76’ Skogseid 36’ Sokolowski 89’ | Marcatori | 47’ Sundgot 83’ Riise |

| Arbitro: | Johnsen |

|               |           |             |
| Eziyodawe 66’ | Marcatori | 39’ Kopteff |

| Arbitro: | Olsen (Kristiansand) |

|                               |           |               |
| Lustig 43’ Iversen 86’ (rig.) | Marcatori | 10’ Eziyodawe |

| Arbitro: | Øvrebø (Oslo) |

|                        |           |                           |
| Occean 60’ Sundgot 62’ | Marcatori | 2’ Reginiussen 35’ Strand |

| Arbitro: | Moen (Haugesund) |

|  |           |           |
|  | Marcatori | 88’ Kippe |

| Arbitro: | Hauge (Bergen) |

|                            |           |              |
| Pedersen 17’ Eziyodawe 23’ | Marcatori | 73’ Storflor |

| Arbitro: | Moen (Haugesund) |

|             |           |                  |
| Johnsen 86’ | Marcatori | 31’, 90’ Høiland |

| Arbitro: | Sælen (Bergen) |

|                              |           |                                                |
| Kovács 31’ Fevang 75’ (rig.) | Marcatori | 14’ (aut.) Hansén 40’ Kippe 73’ (rig.) Sundgot |

| Arbitro: | Hagen (Grue) |

|                            |           |                                  |
| Igiebor 7’ Sigurðarson 77’ | Marcatori | 37’ T. Rønning 45’ Sti. Johansen |

| Arbitro: | Øvrebø (Oslo) |

|               |           |  |
| Andersson 83’ | Marcatori |  |

| Arbitro: | Edvartsen (Hamar) |

|                               |           |                 |
| 44’ Sundgot 68’ (aut.) Risser | Marcatori | v. d. Burgt 12’ |

| Arbitro: | Skjerven (Kaupanger) |

|                      |           |                                |
| Røyrane 24’ Mane 85’ | Marcatori | 21’ Igiebor 55’ (rig.) Sundgot |

| Arbitro: | Staberg |

|                                  |           |            |
| Pedersen 7’ Kippe 45’ Søgård 77’ | Marcatori | 48’ Austin |

| Arbitro: | Moen (Haugesund) |

|                                    |           |  |
| M. Diouf 39’ Hoseth 53’ Forren 69’ | Marcatori |  |

### Coppa di Norvegia
| Fredrikstad 10 maggio 2009, ore 18:00 CEST Primo turno                                  | Østsiden IL | 2 – 3 referto                | Lillestrøm | Østsiden Idrettsplass |
| \| \| \| \| \| Hansen 14’ Magnussen 89’ \| Marcatori \| 23’ Johnsen 63’, 79’ Igiebor \| |             |                              |            |                       |
|                                                                                         |             |                              |            |                       |
| Hansen 14’ Magnussen 89’                                                                | Marcatori   | 23’ Johnsen 63’, 79’ Igiebor |            |                       |

| Arbitro: | Leirdal |

|              |           |                            |
| Haugstad 34’ | Marcatori | 10’ Eziyodawe 118’ Igiebor |

| Asker 17 giugno 2009, ore 18:00 CEST Terzo turno                       | Asker     | 0 – 3 referto                        | Lillestrøm | Føyka Stadion |
| \| \| \| \| \| \| Marcatori \| 60’ Søgård 65’ Gulbrandsen 86’ Kippe \| |           |                                      |            |               |
|                                                                        |           |                                      |            |               |
|                                                                        | Marcatori | 60’ Søgård 65’ Gulbrandsen 86’ Kippe |            |               |

| Arbitro: | Sælen (Bergen) |

|                             |           |  |
| Berglund 40’, 71’, 77’, 90’ | Marcatori |  |